# Phegopteris inaequalis
Phegopteris inaequalis là một loài dương xỉ trong họ Thelypteridaceae. Loài này được Fée mô tả khoa học đầu tiên năm 1857.
Danh pháp khoa học của loài này chưa được làm sáng tỏ. 